# Scyphellandra marcanii
Scyphellandra marcanii är en violväxtart som beskrevs av William Grant Craib. Scyphellandra marcanii ingår i släktet Scyphellandra och familjen violväxter. Inga underarter finns listade i Catalogue of Life.